# Pekesche

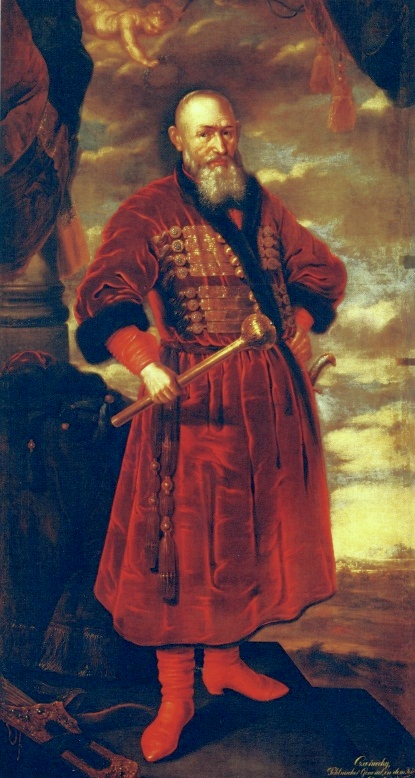
Stefan Czarniecki in roter Pekesche (17. Jahrhundert)

Die Pekesche (polnisch bekiesza) ist eine nach Husarenart verschnürte Jacke, die ab dem 19. Jahrhundert in Deutschland Teil der studentischen Tracht wurde. Die Pekesche ging aus der Bekiesza hervor, einem bis zu den Waden reichenden (Reiter-)Mantel mit Pelzverbrämung, der einst zur polnischen Nationaltracht zählte.

## Hintergrund
Die Bekiesza wurde in Polen über dem Kontusz angelegt und war vor allem bei Landadel und Bürgertum üblich. Die Versionen für Männer und Frauen unterschieden sich im Schnitt. Mitte des 19. Jahrhunderts entwickelte er sich allgemein zu einer Art Überkleid, das vor allem als knapp anliegender, kurzer Rock, mit Schnüren dicht besetzt von Männern getragen wurde.
In den Kämpfen der Polen gegen die Teilungsmächte wurde die Bekiesza, zusammen mit dem ihr ähnelnden, doch schnurlosen Żupan, zu einem patriotischen Freiheitssymbol. Nach dem gescheiterten Novemberaufstand von 1830 gelangte das optisch auffällige Kleidungsstück, mit den vor den russischen Truppen fliehenden polnischen Aufständischen, nach Westeuropa. Im Zuge der damals unter vielen Studentenverbindungen herrschenden Polenschwärmerei wurde der Pelzmantel, jetzt unter der eingedeutschten Bezeichnung Pekesche, Teil der studentischen Tracht. Teilweise ergänzte die Pekesche eine Studentenmütze in Gestalt der polnischen Konfederatka, die noch heute als Rogatywka Bestandteil der polnischer Heeresuniform ist.

## Heutiger Gebrauch

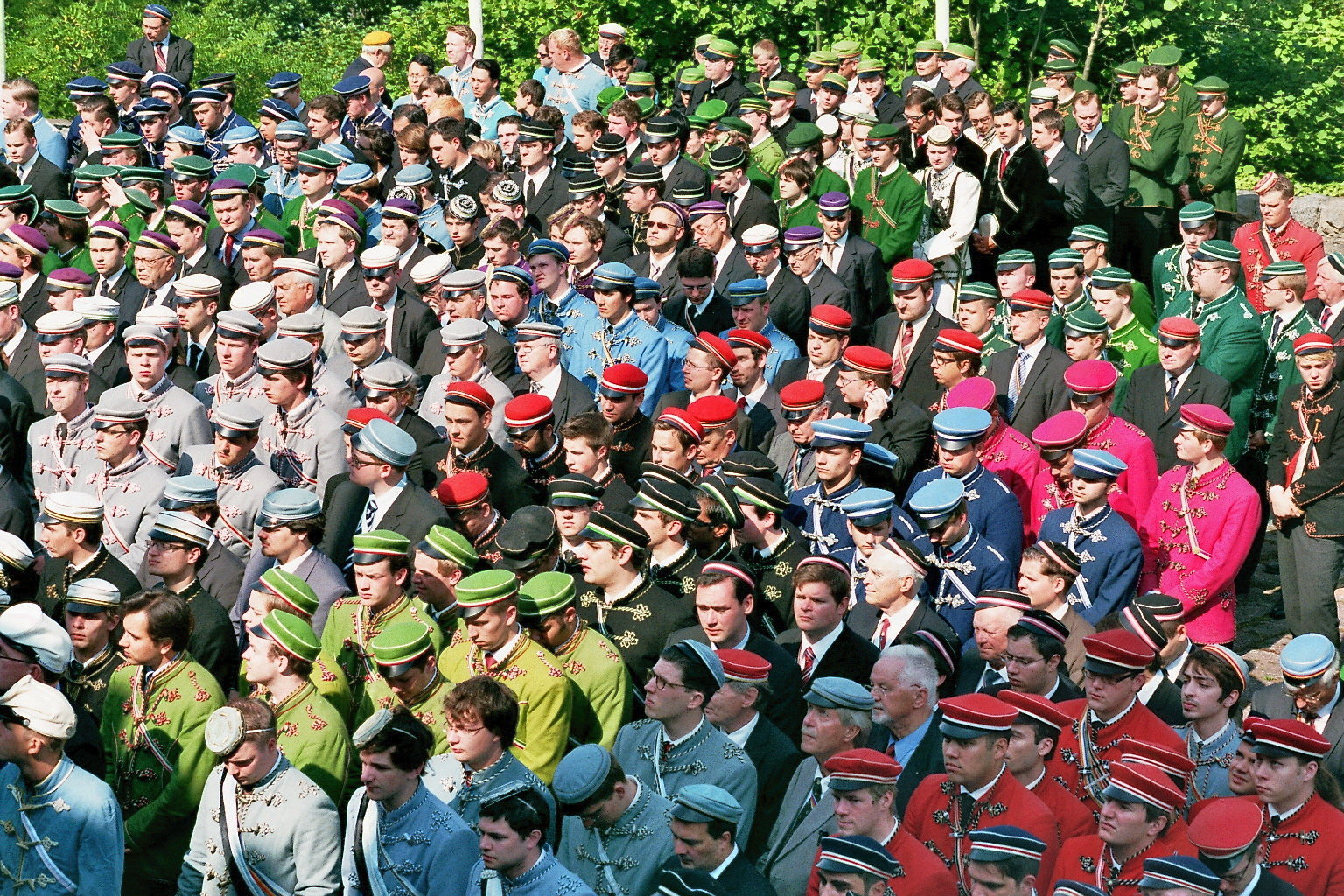
Weinheimer Corpsstudenten in Kneipjacken (2011)

Die Pekesche (auch Flausjacke oder nur Flaus genannt) wird bei offiziellen Veranstaltungen (jedoch nicht bei Damenveranstaltungen) von den aktiven Mitgliedern der meisten farbentragenden Verbindungen getragen. Dabei handelt es sich um einen vorn mit speziellen Verschnürungen besetzten Waffenrock aus Tuch oder Samt, der in der Regel schwarz oder in der Farbe der Studentenmütze gehalten ist. Weitere Kordelierungen in Couleurfarben finden sich am Halsloch, am Kragen, an den Ärmeln, am Rückenschlitz und an den Flankennähten sowie unten am Oberärmel. Gelegentlich gibt es auch für Chargierte zur Unterscheidung Kneipjacken in anderen Farben.
Neben der Pekesche gibt es die Kneipjacke, die im Gegensatz zur Pekesche mit Taschen versehen ist. Die Taschen werden mit eigener Verschnürung kordeliert. Während die Pekesche immer einen geraden Abstich haben muss, werden Kneipjacken auch mit rundem Abstich gearbeitet. Das Band (oder mehrere) wird über der Kneipjacke getragen, da die Jacke mit Stehkragen gearbeitet ist und das Band sonst nicht zu sehen wäre. Bei einigen Verbindungen ist es auch üblich, bei legereren Anlässen die Jacke offen zu tragen, dann wird das Band unter der Jacke angelegt.
Bei Verbindungen mit besonderer fachlicher Ausrichtung kann die Kneipjacke auch durch andere Traditionsbekleidung ersetzt werden. So tragen forstlich und jagdlich ausgerichtete Verbindungen oft eine Art Försterjacke in Grün. Die (grüne) Pekesche bürgerte sich in Aschaffenburg besonders bei den Aschaffenburger Corps ein und wurde bald als typische Aschaffenburger Studententracht angesehen. Die Forststudenten bekamen deshalb bei der einheimischen Bevölkerung den Spitznamen „Forschtpolacke“. Der Bergbautradition verpflichtete Verbindungen tragen gern den schwarzen Bergkittel oder den noch festlicheren Biberstollen, welche auch als Abendgarderobe zugelassen sind.